# Dillinja
Dillinja (nacido Karl Francis en 1974 en Londres) es un productor y DJ de drum and bass.

## Historia
Considerado uno de los productores más prolíficos de la escena drum and bass gracias a sus más de 500 discos producidos desde 1991, Francis creó el sello Valve Recordings junto a su socio Lemon D (Kevin King), con quien también ha diseñado y construido el Valve Sound System. Junto al sello discográfico y al sound system, Francis y King también abrieron un estudio especializado en masterización, Ear2ground.
El nombre artístico de Dillinja ha cambiado con el tiempo desde sus primeros vinilos (en los cuales, en sus inicios, aparecía como Dillinger). El origen de su nombre es desconocido pero probablemente tiene que ver con uno de los primeros MCs de reggae, que se llamaba a sí mismo Dillinger imitando el nombre del famoso gánster estadounidense John Dillinger. Otro de los alias de Dillinja, Capone, también tiene conexión con otro contemporáneo del Dillinger cantante de reggae, Dennis 'Alcapone', que producía reggae y manejaba un sound system en Jamaica.

## Discografía seleccionada
- "Twist 'Em Out" (2002) - UK #50
- "Live or Die" / "South Manz" (2002) - UK 53
- "This is a Warning" /"Super DJ" (2003) - UK 47
- "Twist 'Em Out" (remix) (2003) - UK #35
- "Fast Car" (2003) - UK #56
- "All The Things" / "Forsaken Dreams" (2004) - UK #71
- "In the Grind" / "Acid Trak" (2004) - UK #71
- "Thugged Out" / "Rainforest" (2005) - UK #54